# Вирофле
Вирофле (фр. Viroflay) — городская коммуна во Франции.

## География
Вирофле расположен на территории одноимённого кантона, округа Версаль департамента Ивелин в регионе Иль-де-Франс и в 14 километрах от центра Парижа, восточнее Версаля. Вирофле с севера и с юга окружают лесные массивы.

## Экономика
В Вирофле расположена штаб-квартира группы Savencia, крупного производителя сыров.

## Города-партнёры
- Хаслох
- Браччано
- Колокани
- Карчавелос

## Галерея
- Вокзал
- Мэрия
- Знаменитый виадук Вирофле